# Eerste klasse 2002-03 (voetbal België)
Het seizoen 2002/03 van de Belgische Jupiler League ging van start op 9 augustus 2002 en eindigde op 25 mei 2003. Club Brugge werd landskampioen.
Het seizoen werd geplaagd door extra-sportieve perikelen. Lommel trok zich nog tijdens de competitie terug. Na 26 speeldagen bekleedde de ploeg de 17e plaats in de stand (7 zeges, 2 gelijke spelen, 16 nederlagen, 28 doelpunten voor, 48 tegen, met een totaal van 24 punten). Lommel bleef met deze getallen nog een aantal speeldagen staan, tot na de 31ste speeldag de KBVB de resultaten van Lommel schrapte. Deze resultaten werden toen ook uit de puntentelling van de ploegen gehaald die tijdens het seizoen al een of twee matchen tegen Lommel hadden afgewerkt. Dit beïnvloedde geen titel- of degradatiestrijd, en kon dus zonder grote problemen doorgevoerd worden.
Ook KV Mechelen kende problemen. De ploeg eindigde laatste, na het schrappen van Lommel dus de 17de positie, en zou daardoor het volgende seizoen naar Tweede Klasse moeten degraderen. De ploeg ging echter in vereffening, en vroeg geen licentie bij de voetbalbond meer aan. Dit zorgde ervoor dat de club het volgende seizoen in Derde Klasse van start moest gaan, waar het bovendien met −9 punten aan het seizoen diende te beginnen.

## Gepromoveerde teams
Deze teams waren gepromoveerd uit de Tweede Klasse voor de start van het seizoen:
- KV Mechelen (kampioen in Tweede)
- RAEC Mons (eindrondewinnaar)

## Degraderende teams
Deze teams degradeerden naar Tweede Klasse op het eind van het seizoen:
- KV Mechelen
- Lommel (trok zich terug uit de competitie voor het eind van het seizoen)

## Titelstrijd
Zoals vaak ging de strijd om de topplaatsen tussen de rivalen RSC Anderlecht en Club Brugge. Club Brugge eindigde echter met een comfortabele voorsprong van 8 punten op Anderlecht, dat weliswaar makkelijk de tweede plaats kon innemen. Op de laatste dag van de competitie werd de wedstrijd Beveren-Anderlecht na 79 minuten gestopt bij een 3-0-voorsprong voor Beveren, toen Anderlechtsupporters het veld bestormden. De KBVB besloot later Beveren een 5-0 zege toe te kennen.

## Personen en sponsors
| #  | Club                | Plaats       | Stadion                      | Capac. | Trainer             | Vorige trainers seizoen 2002/03 | Aanvoerder               | Hoofdsponsor              |
| -- | ------------------- | ------------ | ---------------------------- | ------ | ------------------- | ------------------------------- | ------------------------ | ------------------------- |
| 1  | Antwerp FC          | Antwerpen    | Bosuilstadion                | 16.649 | Henk Houwaart       |                                 | Stefan Leleu             | Wings Interim / Palm      |
| 2  | KAA Gent            | Gent         | Jules Ottenstadion           | 18.215 | Jan Olde Riekerink  |                                 | Jacky Peeters            | VDK Spaarbank             |
| 3  | RSC Anderlecht      | Anderlecht   | Constant Vanden Stockstadion | 28.063 | Hugo Broos          |                                 | Glen De Boeck            | Fortis                    |
| 4  | KSK Beveren         | Beveren      | Freethiel                    | 13.290 | Herman Helleputte   |                                 | Davy Theunis             | Rigi Bedding              |
| 5  | Excelsior Moeskroen | Moeskroen    | Le Canonnier                 | 9.000  | Lorenzo Staelens    |                                 | Francky Vandendriessche  | La Poste                  |
| 6  | Club Brugge         | Brugge       | Jan Breydelstadion           | 29.975 | Trond Sollied       |                                 | Dany Verlinden           | Dexia                     |
| 7  | Germinal Beerschot  | Antwerpen    | Olympisch Stadion            | 10.030 | Franky Van der Elst |                                 | Philip Haagdoren         | De Post                   |
| 8  | KV Mechelen         | Mechelen     | Achter de Kazerne            | 13.213 | Alex Czerniatynski  | Stéphane Demol                  | Eric Viscaal / David Crv | Avaya                     |
| 9  | RAEC Mons           | Bergen       | Stade Charles Tondreau       | 13.000 | Marc Grosjean       |                                 | Liviu Ciobotariu         | Holcim                    |
| 10 | Lommel SK           | Lommel       | Gemeentelijk Sportcentrum    | 13.500 | Jos Heyligen        | Harm van Veldhoven              | Richard Culek            | Primo                     |
| 11 | RAA Louviéroise     | La Louvière  | Stade Communal du Tivoli     | 13.500 | Ariël Jacobs        |                                 | Thierry Siquet           | CPH Banque                |
| 12 | Lierse SK           | Lier         | Herman Vanderpoortenstadion  | 14.538 | Emilio Ferrera      |                                 | Karel Snoeckx            | LG                        |
| 13 | KSC Lokeren         | Lokeren      | Daknamstadion                | 9.560  | Paul Put            |                                 | Arnar Viðarsson          | Three Star Jeans / Q Team |
| 14 | Racing Genk         | Genk         | Fenixstadion                 | 21.000 | Sef Vergoossen      |                                 | Josip Skoko              | Ford Nitto                |
| 15 | Sint-Truidense VV   | Sint-Truiden | Staaien                      | 14.785 | Jacky Mathijssen    |                                 | Peter Voets              | Sport.be / Trudo          |
| 16 | Sporting Charleroi  | Charleroi    | Mambourg                     | 18.593 | Dante Brogno        | Etienne Delangre                | Frank Defays             | NETnet                    |
| 17 | Standard de Liège   | Luik         | Stade Maurice Dufrasne       | 30.023 | Dominique D'Onofrio | Robert Waseige                  | Ivica Dragutinović       | ALE Télédis               |
| 18 | KVC Westerlo        | Westerlo     | 't Kuipje                    | 7.700  | Jan Ceulemans       |                                 | Frank Dauwen             | Veralu                    |

## Eindstand
|         |    |                    | P  | W  | G | V  | +  | -  | DS  | Ptn |
| ------- | -- | ------------------ | -- | -- | - | -- | -- | -- | --- | --- |
| K (CL)  | 1  | Club Brugge        | 32 | 25 | 4 | 3  | 96 | 33 | +63 | 79  |
| (CL)    | 2  | Anderlecht         | 32 | 23 | 2 | 7  | 72 | 33 | +39 | 71  |
| (UEFA)  | 3  | Lokeren            | 32 | 18 | 6 | 8  | 69 | 51 | +18 | 60  |
|         | 4  | Sint-Truiden       | 32 | 16 | 8 | 8  | 63 | 44 | +19 | 56  |
|         | 5  | K. Lierse SK       | 32 | 16 | 8 | 8  | 51 | 41 | +10 | 56  |
|         | 6  | Genk               | 32 | 16 | 7 | 9  | 73 | 52 | +21 | 55  |
|         | 7  | Standard Luik      | 32 | 14 | 8 | 10 | 53 | 39 | +14 | 50  |
|         | 8  | KAA Gent           | 32 | 15 | 2 | 15 | 49 | 55 | −6  | 47  |
|         | 9  | Mons               | 32 | 13 | 4 | 15 | 45 | 45 | +0  | 43  |
|         | 10 | Westerlo           | 32 | 12 | 4 | 16 | 39 | 46 | −7  | 40  |
|         | 11 | Beveren            | 32 | 12 | 2 | 18 | 52 | 69 | −17 | 38  |
|         | 12 | Antwerp            | 32 | 9  | 7 | 16 | 44 | 55 | −11 | 34  |
|         | 13 | Moeskroen          | 32 | 9  | 5 | 18 | 42 | 72 | −30 | 32  |
|         | 14 | Germinal Beerschot | 32 | 8  | 7 | 17 | 49 | 57 | −8  | 31  |
| (beker) | 15 | La Louvière        | 32 | 7  | 9 | 16 | 34 | 44 | −10 | 30  |
|         | 16 | Charleroi          | 32 | 6  | 9 | 17 | 39 | 66 | −27 | 27  |
| D       | 17 | KV Mechelen        | 32 | 4  | 6 | 22 | 18 | 86 | −68 | 18  |
| /       | /  | Lommel             | 0  | 0  | 0 | 0  | 0  | 0  | 0   | 0   |

P: wedstrijden gespeeld, W: wedstrijden gewonnen, G: gelijke spelen, V: wedstrijden verloren, +: gescoorde doelpunten, -: doelpunten tegen, DS: doelsaldo, Ptn: totaal punten
K: kampioen, D: degradeert, (beker): bekerwinnaar, (CL): geplaatst voor Champions League, (UEFA): geplaatst voor UEFA-beker

## Topscorers
| Scorer            | Goals | Team                        | Land                 |
| ----------------- | ----- | --------------------------- | -------------------- |
| Cédric Roussel    | 22    | RAEC Mons                   | België               |
| Wesley Sonck      | 22    | KRC Genk                    | België               |
| Nenad Jestrović   | 20    | RSC Anderlecht              | Servië en Montenegro |
| Ole Martin Årst   | 19    | Standard Luik               | Noorwegen            |
| Paul Kpaka        | 18    | Germinal Beerschot          | Sierra Leone         |
| Sambegou Bangoura | 17    | KSC Lokeren Oost-Vlaanderen | Guinee               |
| Arnar Grétarsson  | 17    | Sporting Lokeren SNW        | IJsland              |
| Stein Huysegems   | 15    | K. Lierse SK                | België               |
| Désiré Mbonabucya | 15    | Sint-Truiden                | Rwanda               |

## Individuele prijzen

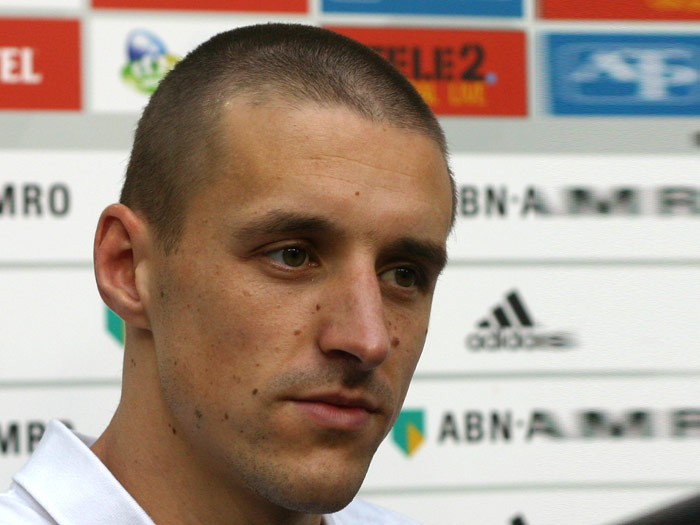
Timmy Simons won in het seizoen 2002/03 de titel, de Gouden Schoen en de trofee voor Profvoetballer van het Jaar.

- Gouden Schoen:  Timmy Simons (Club Brugge)
- Profvoetballer van het Jaar:  Timmy Simons (Club Brugge)
- Trainer van het Jaar:  Trond Sollied (Club Brugge)
- Keeper van het Jaar:  Dany Verlinden (Club Brugge)
- Scheidsrechter van het Jaar:  Frank De Bleeckere
- Ebbenhouten Schoen:  Aruna Dindane (RSC Anderlecht)
- Jonge Profvoetballer van het Jaar:  Davy De Beule (Sporting Lokeren)

1895/96 · 1896/97 · 1897/98 · 1898/99 · 1899/00 · 1900/01 · 1901/02 · 1902/03 · 1903/04 · 1904/05 · 1905/06 · 1906/07 · 1907/08 · 1908/09 · 1909/10 · 1910/11 · 1911/12 · 1912/13 · 1913/14 · 1914/15 · 1915/16 · 1916/17 · 1917/18 · 1918/19 · 
1919/20 · 1920/21 · 1921/22 · 1922/23 · 1923/24 · 1924/25 · 1925/26 · 1926/27 · 1927/28 · 1928/29 · 1929/30 · 1930/31 · 1931/32 · 1932/33 · 1933/34 · 1934/35 · 1935/36 · 1936/37 · 1937/38 · 1938/39 · 1939/40 · 1940/41 · 1941/42 · 1942/43 · 1943/44 · 1944/45 · 1945/46 · 1946/47 · 1947/48 · 1948/49 · 1949/50 · 1950/51 · 1951/52 · 1952/53 · 1953/54 · 1954/55 · 1955/56 · 1956/57 · 1957/58 · 1958/59 · 1959/60 · 1960/61 · 1961/62 · 1962/63 · 1963/64 · 1964/65 · 1965/66 · 1966/67 · 1967/68 · 1968/69 · 1969/70 · 1970/71 · 1971/72 · 1972/73 · 1973/74 · 1974/75 · 1975/76 · 1976/77 · 1977/78 · 1978/79 · 1979/80 · 1980/81 · 1981/82 · 1982/83 · 1983/84 · 1984/85 · 1985/86 · 1986/87 · 1987/88 · 1988/89 · 1989/90 · 1990/91 · 1991/92 · 1992/93 · 1993/94 · 1994/95 · 1995/96 · 1996/97 · 1997/98 · 1998/99 · 1999/00 · 2000/01 · 2001/02 · 2002/03 · 2003/04 · 2004/05 · 2005/06 · 2006/07 · 2007/08 · 2008/09 · 2009/10 · 2010/11 · 2011/12 · 2012/13 · 2013/14 · 2014/15 · 2015/16 · 2016/17 · 2017/18 · 2018/19 · 2019/20 · 2020/21· 2021/22 · 2022/23 · 2023/24 · 2024/25 · 2025/26